# Разъезд 22
Разъезд 22 (каз. рзд.22) — разъезд в Чиилийском районе Кызылординской области Казахстана. Входит в состав Гигантского сельского округа. Код КАТО — 435239300.    

## Население
В 1999 году население разъезда составляло 186 человек (110 мужчин и 76 женщин). По данным переписи 2009 года, в разъезде проживал 141 человек (72 мужчины и 69 женщин).